# Saint-Michel-de-Livet
Saint-Michel-de-Livet település Franciaországban, Calvados megyében. Lakosainak száma 163 fő (2018. január 1.). Saint-Michel-de-Livet Livarot, Le Mesnil-Bacley, Montviette, Sainte-Marguerite-de-Viette, Saint-Martin-du-Mesnil-Oury és Livarot-Pays-d'Auge községekkel határos.

## Népesség
A település népessége az elmúlt években az alábbi módon változott:
| Lakosok száma | 217  | 162  | 122  | 131  | 127  | 187  | 195  | 185  | 165  | 163  |
|               | 1962 | 1968 | 1982 | 1990 | 1999 | 2008 | 2011 | 2013 | 2017 | 2018 |